# Lac Liscia
Pour les articles homonymes, voir Liscia (homonymie).
Le lac Liscia est un lac artificiel, au nord-est de la Sardaigne, en Italie dans la région de la Gallura.

## Géographie
Le lac Liscia est situé dans la province de Sassari entre les communes de Sant'Antonio di Gallura, Luras, Arzachena et Luogosanto.
Avec une capacité de 105 000 000 m3 d'eau, il est le principal réservoir au nord-est de la Sardaigne.
Le barrage, construit en 1964, est de 65 mètres de large.